# Султан
Султа́н (араб. سلطان) — ісламський титул, що несе моральне навантаження і релігійну владу, оскільки роль правителя була визначена в Корані. Проте султан не повинен обов'язково бути релігійним наставником, главою.
Вважається, що титул султана нижчий за титул халіфа, проте в Єгипетському Султанаті з 1261 по 1517 реальна влада належала султанові, а влада халіфа династії Аббасидів обмежувалася духовною владою. У державах, де правили Чингізиди, титул султана зазвичай вважався нижчим ханського звання.
Наступним після титулу султана — є титул еміра.

## Султани Туреччини
В Османській імперії султан був основним титулом правителя, але його вживали паралельно з титулами імператорської гідності хакан, падишах та хункяр. Уперше він зустрічається на монетах, карбованих в ім'я другого правителя Орхана, але літописи визнають цей титул за Османами лише від Баязида I. Титул ставився перед власним іменем правителя. Від початку 16 ст. титул султан носили також жіночі представники Османської династії. У цьому випадку титул ставився після імені (наприклад, Хюррем Султан, Хатідже Турхан Султан) або вживався як другий компонент складного титулу (хассекі-султан, валіде-султан).

## Султанати
- Алжирський султанат
- Єгипетський султанат
- Туніський султанат
- Турецький султанат